# プラクティカル日本語講座
プラクティカル日本語講座（プラクティカルにほんごこうざ）は、NHK教育テレビで放送されていたテレビ番組。

## 概要
外国人向け日本語講座番組で『スタンダード日本語講座』の続編。日常生活の様々な場面を想定し、実用的な表現を学ぶ。

## 放送時間
- 1992年度後期 土曜日23:45-24:15／日曜日19:00-19:30
- 1993年度後期 土曜日23:45-24:15
- 1995年度後期 金曜日15:00-15:30

## 出演者
- 講師：酒入郁子

## 放送リスト
| 回 | タイトル                              | 初回放送日     |
| -- | ------------------------------------- | -------------- |
| 1  | デパートで 買い物をする 1             | 1992年10月03日 |
| 2  | 電気店で 買い物をする 2               | 1992年10月17日 |
| 3  | アパート・クリーニング店で 苦情を言う | 1992年10月24日 |
| 4  | すし屋・アパートで 食べ物をたのむ     | 1992年10月31日 |
| 5  | 美容院・病院で 説明をする             | 1992年11月07日 |
| 6  | 生け花教室で 情報を得る               | 1992年11月14日 |
| 7  | 旅先で 民宿に泊まる                   | 1992年11月21日 |
| 8  | 知人宅の茶の間で 会話を楽しむ         | 1992年11月28日 |
| 9  | 応接室で 商談をする                   | 1992年12月05日 |
| 10 | ロビーで 商談をする                   | 1992年12月12日 |
| 11 | 会議室で 打合せをする                 | 1992年12月19日 |
| 12 | 職場で 電話を受ける                   | 1992年12月26日 |
| 13 | 職場で 電話をかける                   | 1993年01月09日 |
| 14 | 事務所で クレームを処理する           | 1993年01月16日 |
| 15 | 食堂で 同僚と話す                     | 1993年01月23日 |
| 16 | 料亭で 得意先を接待する               | 1993年01月30日 |
| 17 | 感謝する                              | 1993年02月06日 |
| 18 | けんそんする                          | 1993年02月13日 |
| 19 | ウチとソト                            | 1993年02月20日 |
| 20 | 思いやりと気くばり                    | 1993年02月27日 |
| 21 | ていねいに言う                        | 1993年03月06日 |
| 22 | ほめる・喜ぶ                          | 1993年03月13日 |
| 23 | 怒る・なじる                          | 1993年03月20日 |
| 24 | 励ます                                | 1993年03月27日 |
| 25 | 断る                                  | 1993年04月03日 |

## スタッフ
- 監修：水谷修